# Tindouf (provins)

Tindoufs provins i Algeriet

Tindouf (arabiska: ولاية تندوف) är en provins (wilaya) i västra Algeriet. Provinsen hade 58 193 invånare 2008, flyktingar ej inräknade. Tindouf, nära den västsahariska gränsen, är huvudort.

## Administrativ indelning
Provinsen är indelad i 1 distrikt (daïras) och 2 kommuner (baladiyahs).

## Västsahariska flyktingläger
I samband med att Marocko och Mauretanien invaderade Västsahara 1975 flydde tiotusentals västsaharier till Algeriet, där de fortfarande bor i flyktingläger i närheten av staden Tindouf, inom egenkontrollerade områden. Dit förlades också Polisarios högkvarter, liksom strax därefter regeringen för den västsahariska statsbildningen, Sahariska arabiska demokratiska republiken (SADR).
Det är oklart hur många västsahariska flyktingar som befinner sig i dessa läger; algeriska myndigheter har uppgett siffran 165 000, medan FN:s flyktingkommissariat (UNHCR) i sin planering för 2015 räknade med 90 000 hjälpbehövande flyktingar, samtidigt som man efterlyste en noggrannare räkning av antalet.